# Persone di nome Víctor
| Questa pagina contiene informazioni ricavate automaticamente dalle voci biografiche con l'ausilio del template Bio e di un bot. L'aggiornamento è periodico e automatico e ricostruisce completamente la pagina. Se manca una persona in questa lista, sei pregato di non aggiungerla, ma accertati piuttosto che la sua voce biografica contenga il template Bio e che i dati anagrafici siano correttamente compilati. Se il template Bio manca, inseriscilo tu stesso o, in alternativa, metti l'avviso {{tmp\|Bio}} che ne segnala la mancanza. Se i dati riportati sono sbagliati, correggi direttamente la voce biografica; le modifiche saranno visibili in questa lista entro pochi giorni. Per chiarimenti vedi il progetto antroponimi. La lista contiene solo le 226 persone che sono citate nell'enciclopedia e per le quali è stato implementato correttamente il template Bio. Pagina aggiornata al 16 ott 2024. |

Questa è una lista di persone presenti nell'enciclopedia che hanno il prenome Víctor, suddivise per attività principale.

## Allenatori di calcio(13)
- Víctor Antelo, allenatore di calcio e ex calciatore boliviano (Santa Cruz de la Sierra, n. 1964)
- Víctor Caamaño, allenatore di calcio e allenatore di pallacanestro argentino
- Víctor Espárrago, allenatore di calcio e ex calciatore uruguaiano (Montevideo, n. 1944)
- Víctor Fernández, allenatore di calcio spagnolo (Saragozza, n. 1960)
- Víctor Manuel Fernández Gutiérrez, allenatore di calcio e ex calciatore spagnolo (Mérida, n. 1974)
- Víctor Genes, allenatore di calcio e calciatore paraguaiano (Asunción, n. 1961 - Asunción, † 2019)
- Víctor René Mendieta Ocampo, allenatore di calcio e ex calciatore panamense (n. 1961)
- Víctor Púa, allenatore di calcio e ex calciatore uruguaiano (Paso de los Toros, n. 1956)
- Víctor Sánchez del Amo, allenatore di calcio e ex calciatore spagnolo (Madrid, n. 1976)
- Víctor Torres Mestre, allenatore di calcio e ex calciatore spagnolo (Madrid, n. 1970)
- Víctor Valdés, allenatore di calcio e ex calciatore spagnolo (L'Hospitalet de Llobregat, n. 1982)
- Víctor Muñoz, allenatore di calcio e ex calciatore spagnolo (Saragozza, n. 1957)
- Víctor Zegarra, allenatore di calcio e ex calciatore peruviano (Chincha Alta, n. 1940)

## Allenatori di pallacanestro(3)
- Víctor Hugo Berardi, allenatore di pallacanestro uruguaiano (Montevideo, n. 1950 - † 2015)
- Víctor García Guadarrama, allenatore di pallacanestro spagnolo (Las Palmas de Gran Canaria, n. 1980)
- Víctor Lapeña, allenatore di pallacanestro spagnolo (Saragozza, n. 1975)

## Allenatori di pallavolo(1)
- Víctor Rivera, allenatore di pallavolo e ex pallavolista portoricano (Aibonito, n. 1976)

## Altisti(1)
- Víctor Moya, altista cubano (Santiago di Cuba, n. 1982)

## Arbitri di calcio(2)
- Víctor Carrillo, arbitro di calcio peruviano (Lima, n. 1975)
- Víctor Rivera, arbitro di calcio peruviano (Arequipa, n. 1967)

## Arcivescovi cattolici(1)
- Víctor Hugo Basabe, arcivescovo cattolico venezuelano (Bobures, n. 1961)

## Attori(2)
- Víctor Elías, attore e cantante spagnolo (Madrid, n. 1991)
- Víctor Ullate Roche, attore, ballerino e coreografo spagnolo (Madrid, n. 1973)

## Cantautori(1)
- Víctor Jara, cantautore, musicista e regista teatrale cileno (San Ignacio, n. 1932 - Santiago del Cile, † 1973)

## Cardinali(1)
- Víctor Manuel Fernández, cardinale, arcivescovo cattolico e teologo argentino (Alcira Gigena, n. 1962)

## Cestisti(31)
- Víctor Andrade, cestista ecuadoriano (Guayaquil, n. 1927 - † 2014)
- Víctor Arteaga, cestista spagnolo (Cuenca, n. 1992)
- Víctor Ávila, ex cestista messicano (Culiacán, n. 1977)
- Víctor Baldo, ex cestista argentino (San Nicolás de los Arroyos, n. 1977)
- Víctor Borja, cestista messicano (Guadalajara, n. 1912 - Città del Messico, † 1954)
- Víctor de Carvalho, ex cestista e allenatore di pallacanestro angolano (Luanda, n. 1969)
- Víctor Chacón, ex cestista dominicano (Santo Domingo, n. 1957)
- Victorio Cieslinskas, cestista uruguaiano (n. 1922 - † 2007)
- Víctor Claver, ex cestista spagnolo (Valencia, n. 1988)
- Víctor Cuevas, ex cestista portoricano (Arecibo, n. 1945)
- Víctor Díaz, ex cestista venezuelano (Miranda, n. 1968)
- Víctor Escorial, ex cestista spagnolo (Madrid, n. 1949)
- Víctor Frattini, ex cestista uruguaiano (Tala, n. 1956)
- Víctor Hansen, ex cestista, allenatore di pallacanestro e dirigente sportivo dominicano (Santo Domingo, n. 1960)
- Víctor Hernández Jara, cestista uruguaiano (Pando, n. 1944 - Montevideo, † 2014)
- Víctor Latou, cestista uruguaiano (Montevideo, n. 1913 - Antofagasta, † 2002)
- Víctor Le Bihan, cestista argentino (Rosario, n. 1941 - † 2018)
- Víctor Liz, cestista dominicano (Santiago de los Caballeros, n. 1988)
- Víctor Luengo, ex cestista spagnolo (Valencia, n. 1974)
- Víctor Mahana, cestista cileno (Santiago del Cile, n. 1922 - Santiago del Cile, † 2001)
- Víctor Mariscal, ex cestista messicano (San Luis Potosí, n. 1972)
- Víctor Mora, cestista venezuelano (Barcelona, n. 1951 - † 2016)
- Víctor Moreno, cestista spagnolo (Alcorcón, n. 1998)
- Víctor Muzadi, ex cestista angolano (Libreville, n. 1978)
- Víctor Ojeda, cestista e allenatore di pallacanestro portoricano (Barranquitas, n. 1939 - † 2024)
- Víctor Ortega Rodríguez, ex cestista e allenatore di pallacanestro dominicano (Santo Domingo, n. 1981)
- Víctor Ozuna, ex cestista paraguaiano (Pilar, n. 1982)
- Víctor Mario Pérez, cestista e allenatore di pallacanestro portoricano (Camagüey, n. 1917 - † 2006)
- Víctor Sada, ex cestista spagnolo (Badalona, n. 1984)
- Víctor Salas, cestista argentino († 2016)
- Víctor Thomas, ex cestista messicano (n. 1979)

## Chitarristi(1)
- Víctor Víctor, chitarrista, cantante e compositore dominicano (Santiago de los Caballeros, n. 1948 - Santo Domingo, † 2020)

## Ciclisti su strada(2)
- Víctor Cabedo, ciclista su strada spagnolo (Onda, n. 1989 - Almedíjar, † 2012)
- Víctor de la Parte, ciclista su strada spagnolo (Vitoria, n. 1986)

## Compositori(1)
- Víctor Rasgado, compositore messicano (Città del Messico, n. 1959 - † 2023)

## Culturisti(1)
- Víctor Martínez, culturista dominicano (San Francisco de Macorís, n. 1973)

## Dirigenti sportivi(1)
- Víctor Hugo Peña, dirigente sportivo e ex ciclista su strada colombiano (Bogotà, n. 1974)

## Esoteristi(1)
- Samael Aun Weor, esoterista colombiano (Bogotà, n. 1917 - Città del Messico, † 1977)

## Filologi(1)
- Víctor García de la Concha, filologo spagnolo (Villaviciosa, n. 1934)

## Fumettisti(2)
- Víctor de la Fuente, fumettista spagnolo (Ardinasa de Llanes, n. 1927 - Le Mesnil-Saint-Denis, † 2010)
- Víctor Mora, fumettista, scrittore e sceneggiatore spagnolo (Barcellona, n. 1931 - Barcellona, † 2016)

## Giavellottisti(1)
- Víctor Fatecha, giavellottista paraguaiano (Concepción, n. 1988)

## Giocatori di baseball(2)
- Victor Mesa, giocatore di baseball cubano (n. 1960)
- Víctor Robles, giocatore di baseball dominicano (Santo Domingo Este, n. 1997)

## Giocatori di calcio a 5(2)
- Víctor López Real, giocatore di calcio a 5 spagnolo (Madrid, n. 1987)
- Víctor López, ex giocatore di calcio a 5 paraguaiano (n. 1965)

## Giocatori di football americano(1)
- Víctor Leyva, ex giocatore di football americano messicano (Guanajuato, n. 1977)

## Giornalisti(1)
- Víctor Hugo Morales, giornalista, scrittore e saggista uruguaiano (Cardona, n. 1947)

## Hockeisti su pista(1)
- Víctor Rosado, ex hockeista su pista portoghese (n. 1956)

## Hockeisti su prato(1)
- Víctor Sojo, hockeista su prato spagnolo (Puente Genil, n. 1983)

## Lottatori(1)
- Víctor Hernández, lottatore messicano (n. 1995)

## Nuotatori(1)
- Victor Martín, nuotatore spagnolo (El Padul, n. 1993)

## Pallamanisti(1)
- Víctor Tomás, ex pallamanista spagnolo (Barcellona, n. 1985)

## Pallanuotisti(1)
- Víctor Gutiérrez Santiago, pallanuotista e attivista spagnolo (Madrid, n. 1991)

## Pallavolisti(2)
- Víctor Bird, pallavolista portoricano (San Juan, n. 1982)
- Víctor Cosme, pallavolista portoricano (n. 1989)

## Piloti motociclistici(1)
- Víctor Palomo, pilota motociclistico e bobbista spagnolo (Barcellona, n. 1948 - Gerona, † 1985)

## Politici(5)
- Víctor Alba, politico, giornalista e storico spagnolo (Barcellona, n. 1916 - Barcellona, † 2003)
- Víctor Andrés Belaúnde, politico peruviano (Arequipa, n. 1883 - New York, † 1966)
- Víctor Manuel Castro Cosío, politico messicano (La Paz, n. 1955)
- Víctor Raúl Haya de la Torre, politico peruviano (Trujillo, n. 1895 - Lima, † 1979)
- Víctor Manuel Román y Reyes, politico nicaraguense (Jinotepe, n. 1872 - Filadelfia, † 1950)

## Pugili(5)
- Víctor Avendaño, pugile argentino (Buenos Aires, n. 1907 - Buenos Aires, † 1984)
- Víctor Callejas, ex pugile portoricano (Guaynabo, n. 1960)
- Víctor Galíndez, pugile argentino (Vedia, n. 1948 - Veinticinco de Mayo, † 1980)
- Víctor Peralta, pugile argentino (Buenos Aires, n. 1908 - † 1995)
- Víctor Zalazar, pugile argentino (La Paz, n. 1933 - † 2017)

## Registi(2)
- Víctor Erice, regista e sceneggiatore spagnolo (Valle de Carranza, n. 1940)
- Víctor Pérez, regista, effettista e attore spagnolo (Cordova, n. 1981)

## Schermidori(1)
- Víctor Bernier, schermidore portoricano (n. 1978)

## Scrittori(3)
- Víctor Balaguer, scrittore, giornalista e politico spagnolo (Barcellona, n. 1824 - Madrid, † 1901)
- Víctor Montoya, scrittore, giornalista e pedagogo boliviano (La Paz, n. 1958)
- Víctor del Árbol, scrittore spagnolo (Barcellona, n. 1968)

## Scultori(1)
- Víctor Hevia Granda, scultore spagnolo (Oviedo, n. 1885 - Oviedo, † 1957)

## Siepisti(1)
- Víctor García, siepista spagnolo (n. 1985)

## Tennisti(1)
- Víctor Pecci, ex tennista paraguaiano (Asunción, n. 1955)

## Toreri(1)
- Víctor Barrio, torero spagnolo (Grajera, n. 1987 - Teruel, † 2016)

## Tuffatori(1)
- Víctor Ortega, tuffatore colombiano (Medellín, n. 1983)

## Senza attività specificata(1)
- Víctor Jiménez, allenatore di rugby a 15 e ex rugbista a 15 argentino (Rosario, n. 1970)